# Sân bay Luanshya
Sân bay Luanshya (ICAO: FLLA) là một sân bay ở Luanshya, Zambia.